# Better Days (Lil Reese)
Better Days è il quinto mixtape del rapper statunitense Lil Reese, pubblicato il 3 febbraio 2017 dall'etichetta discografica RBC Records.

## Tracce
1. Free Da Guys (Intro) – 0:43
2. Facts – 1:49
3. How It Be – 3:00
4. Dizzle Flex – 2:13
5. Again – 3:06
6. Tellem nothin – 2:38
7. Day After Day – 3:53
8. 1Time – 3:18
9. Bonecrusher – 3:34
10. Elementary – 4:06
11. Errtime – 2:42